# أجدير (الحسيمة)
أجدير بلدة تقع قرب الحسيمة في الريف شمال المغرب تابعة لنطاق آيث وياغر (بني ورياغل)، وهي جماعة حضرية منذ سنة 2008 وهي مسقط رأس محمد بن عبد الكريم الخطابي المعروف بمنطقته ب مولاي محند. لهذه البلدة موقع استراتيجي مهم، فهي محاطة بجبال الريف ومطلة على حوض البحر الأبيض المتوسط ، وتمتاز بشاطئ صفيحة الذي يعد قبلة للسياحة بسبب جزيرة النكور المتواجدة فيه.

## أعلام
- محمد بن عبد الكريم الخطابي
- دكتور عبد الكريم الرواقي أدبيب٬ سفير الأمم المتحذة
- عبد السلام الرواقي أدبيب٬ قائد الجمارك على الحدود٬ الديوانة الخضاضرة
- كريمة أدبيب٬هي عارضة وممثلة من أصل ريفي ولدت في منطقة تاور هاملتس في لندن، وهي من أب ريفي مغربي وأم من أصل،أيرلندي ويوناني